# Platzhausen
Platzhausen war ein Industrieort in Hückeswagen im Oberbergischen Kreis im Regierungsbezirk Köln in Nordrhein-Westfalen (Deutschland). Die Hofschaft wurde für den Bau der Bevertalsperre 1898 abgetragen und der Standort ist heute überflutet.

## Lage und Beschreibung
Platzhausen lag im Tal der Bever im östlichen Hückeswagen nahe der Stadtgrenze zu Wipperfürth. Nachbarorte waren Käfernberg, Wefelsen, Mickenhagen, Eckenhausen, Kleinhöhfeld und Höhe, auf Hückeswagener und Großhöhfeld auch Wipperfürther Stadtgebiet. Ebenfalls im Rahmen des Talsperrenbaus abgegangen sind die benachbarten Girkenhausen und Fröhlenhausen.

## Geschichte
Im 18. Jahrhundert gehörte der Ort zum bergischen Amt Bornefeld-Hückeswagen. Die Topographische Aufnahme der Rheinlande von 1824 zeigt den Ort und die Preußische Uraufnahme von 1844 als Platzhausen.
Von 1782 bis 1898 produzierte im Ort eine Tuchfabrik. 1815/16 lebten zwölf Einwohner im Ort. 1832 gehörte Platzhausen der Berghauser Honschaft an, die ein Teil der Hückeswagener Außenbürgerschaft innerhalb der Bürgermeisterei Hückeswagen war. Der laut der Statistik und Topographie des Regierungsbezirks Düsseldorf als Handwerkerwohnung und Eisenhammer kategorisierte Ort besaß zu dieser Zeit ein Wohnhaus, zwei Fabriken bzw. Mühlen und sieben landwirtschaftliche Gebäude. Zu dieser Zeit lebten sieben Einwohner im Ort, allesamt katholischen Glaubens.
Im Gemeindelexikon für die Provinz Rheinland werden 1885 ein Wohnhaus mit drei Einwohnern angegeben. Der Ort gehörte zu dieser Zeit zur Landgemeinde Neuhückeswagen innerhalb des Kreises Lennep. 1895 besitzt der Ort ein Wohnhaus mit sieben Einwohnern.
1898 wurde die alte Bevertalsperre aufgestaut. Platzhausen wurde im Rahmen des Talsperrenbaus niedergelegt und überflutet.